# Widad Kawar
Widad Kawar (tiếng Ả Rập: وداد قعوار), là một nhà sưu tập nổi tiếng trên quốc tế về nghệ thuật văn hóa và dân tộc Jordan và Palestine. Cô đã có một một bộ sưu tập lớn về trang phục, vải dệt và trang sức trong hơn 50 năm qua, để tìm cách gìn giữ, bảo tồn một nền văn hóa mà phần lớn bị phân tán bởi các cuộc xung đột. Kawar được biết đến với cái tên Umm l'ibas al-falastini, tạm dịch là "Người mẹ của những chiếc váy Palestine".

## Tiểu sử
Widad Kawar được sinh ra và lớn lên tại Tulkarm. Cha cô, Jalil Zand Irani, là một giáo viên ưu tú và là người đứng đầu hệ thống giáo dục trẻ vị thành niên tại Lãnh thổ Ủy trị Palestine của Anh. Cô học tại một ngôi trường ở Ramallah và sau đó học tại Đại học Hoa Kỳ Beirut. Kawar đã đưa bộ sưu tập của mình ra trước công chúng và đã cho trưng bày tại các cuộc triển lãm về trang phục của người Palestine trên khắp thế giới. Cô đã viết nhiều cuốn sách về tranh thêu của người Palestine và đang chuẩn bị thành lập Phòng trưng bày tranh thêu văn hóa. Gần đây, cô hợp tác với Margaret Skinner trong tác phẩm A Treasury of Stitches: Palestinian Embroidery Motifs, 1850–1950.
Widad hiện đang là thành viên của Hội đồng quản trị của Trung tâm nghiên cứu pương Đông Hoa Kỳ. Cô còn thành lập Trung tâm Tiraz để điều hành các bảo tàng nhỏ ở Amman, nơi lưu giữ bộ sưu tập của cô và dành riêng cho việc bảo tồn các truyền thống văn hóa của Jordan và Palestine.

## Tác phẩm đã xuất bản
- Kawar, Widad: Threads of Identity: Preserving Palestinian Costume and Heritage ISBN 978-9963-610-41-9 Rimal Publications. 2011
- Kawar, Widad: Pracht Und Geheimnis - Kleidung Und Schmuck Aus Palästina Und Jordanien ISBN 3-923158-15-7 Rautenstrauch-Joest Museum Munich. 1987
- Kawar, Widad and Tania Nasir: Palestinian Embroidery: Traditional "Fallahi" Cross-Stitch ISBN 3-927270-04-0. Munich, State Museum of Ethnography. 1992.
- Widad Kawar and Shelagh Weir: Costumes and Wedding Customs in Bayt Dajan.